# Im Ae-Ji
Im Ae-Ji (en coreano: 임애지; 11 de mayo de 1999) es una deportista surcoreana que compite en boxeo. Participó en los Juegos Olímpicos de París 2024, obteniendo una medalla de bronce en la categoría de 54 kg.

## Palmarés internacional
| Juegos Olímpicos | Juegos Olímpicos | Juegos Olímpicos  | Juegos Olímpicos |
| Año              | Lugar            | Medalla           | Categoría        |
| ---------------- | ---------------- | ----------------- | ---------------- |
| 2024             | París (Francia)  | Medalla de bronce | 54 kg            |